# ستيف ناغي
ستيف ناغي (بالإنجليزية: Steve Nagy)‏ هو لاعب كرة قاعدة أمريكي، ولد في 28 مايو 1919 في فرانكلين في الولايات المتحدة، وتوفي في 24 يوليو 2016 في بولسبو في الولايات المتحدة.

## وصلات خارجية
- ستيف ناغي على موقعبيزبول رفرنس.كوم (الدوري الرئيسي) (الإنجليزية)
- ستيف ناغي على موقعبيزبول رفرنس.كوم (الدوري الثانوي) (الإنجليزية)